# Stazione di Mascali
La stazione di Mascali è una fermata ferroviaria posta al km 273+872 della linea Messina-Siracusa a servizio del centro abitato di Mascali, in Sicilia.

## Storia
La stazione di Mascali fu costruita dalla Società Vittorio Emanuele in corrispondenza dell'abitato omonimo durante la realizzazione della seconda parte della ferrovia Messina-Catania. Venne aperta all'esercizio nel 1867 in seguito all'inaugurazione del secondo tratto di ferrovia tra Taormina e Catania. La stazione ebbe un discreto traffico viaggiatori e un movimento di merci legato alle attività agricole e vinicole della zona etnea. Venne interamente distrutta e seppellita, assieme all'abitato, da una colata lavica dell'Etna il 7 novembre del 1928. Del fascio binari rimase solamente una piccola parte dello scalo merci lato mare rispetto alla ferrovia.
In seguito alla ricostruzione di alcuni km di binario in variante più a valle venne costruita anche una nuova stazione costituita essenzialmente di un raddoppio a cui venne collegata mediante uno scambio la sezione di scalo merci rimasta indenne. Il nuovo abitato di Mascali venne ricostruito ancora più a valle. La stazione fu sempre presenziata da dirigente movimento, in quanto atta ad incroci e precedenze, fino alla fine degli anni ottanta quando, in seguito all'attivazione del doppio binario, fu declassata a semplice fermata impresenziata. Qualche anno dopo l'edificio viaggiatori venne ceduto alla polizia municipale di Mascali, di cui ospita il comando.

## Strutture e impianti
La gestione degli impianti è affidata a Rete Ferroviaria Italiana
La stazione originale consisteva di un fabbricato semplice andato perduto in seguito all'eruzione dell'Etna del 1928 con annesso piano caricatore e scalo merci. Successivamente venne ricostruito a due elevazioni, con annesso piccolo fabbricato dei servizi, ad est del binario, quasi al termine di esso, interamente in curva.
Il fascio binari comprendeva il primo binario di transito, il secondo di incrocio con uno scambio per immettersi sul fascio merci decentrato costituito utilizzando quanto era rimasto indenne del vecchio piazzale coperto dalla lava. In seguito al raddoppio dei binari sono stati eliminati tutti gli scambi e la stazione è divenuta una semplice fermata impresenziata. Sono stati eliminati tutti i segnali di protezione e partenza.

## Movimento
L'Orario ferroviario generale del novembre 1938 riportava la fermata di 7 treni accelerati provenienti da Messina; in senso inverso vi fermavano 7 treni dei quali uno di categoria diretto proveniente da Siracusa.
L'orario ufficiale del 1975 riportava la fermata 8 treni locali e un diretto con carrozze provenienti dal continente. In senso inverso vi effettuavano fermata 7 treni in servizio locale.
Nel 2014 nell'impianto fermano i treni viaggiatori regionali operati da Trenitalia nell'ambito del contratto di servizio previsto per la Regione Siciliana: il servizio offre la fermata di 8 treni regionali feriali. In senso inverso i treni che vi effettuano fermata sono 9.